# Хелена Кадаре
Хеле́на Када́ре (на албански: Helena Kadare) е албанска журналистка, преводачка и писателка на произведения в жанра драма и мемоари. Съпруга е на известния албански писател Исмаил Кадаре.

## Биография и творчество
Хеле́на „Елена“ Гуши Када́ре е родена през 1943 г. във Вльора, Албания. Произхожда от фамилията Гуши от квартал „Варош“ в Аргирокастро. Завършва средното си образование в Елбасан. Следва албанска филология в Държавния университет в Тирана. След дипломирането си работи във вестници и издателства.
Първият ѝ роман „Një lindje e vështirë“ (Трудно раждане) е издаден през 1970 г. Тя е първата жена, която публикува роман на албански език.
От 1990 до 1999 г. живее в Париж със съпруга си Исмаил Кадаре. В Париж е издаден вторият ѝ роман „Një grua nga Tirana“ (Жена от Тирана), която е преведена на френски и немски език. През 2002 г. е издаден романа ѝ „Bashkëshortët“ (Съпрузи).
В автобиографичната си книга „Kohë e pamjaftueshme“ (Недостатъчно време) от 2011 г. разказва подробно за съжителството си с Исмаил Кадаре. През 2011 г. е определена за Автор на годината в Албания.
В произведенията си третира темите за мечтите на девойките и преживяванията на майките и съпругите.
Тя е и преводач на албански език на някои литературни произведения от световноизвестни автори, главно от френски издания.
Дъщеря ѝ, Бесиана Кадаре, е албански посланик в ООН, вицепрезидент на Общото събрание на ООН за 75-ата сесия и посланик на Албания в Куба.
Хеле́на Када́ре живее със семейството си в Париж и в Албания.

## Произведения
- Një lindje e vështirë (1970)
- Një grua nga Tirana (1990)
- Bashkëshortët (2002)
- Kohë e pamjaftueshme (2011) – автобиографичен роман

### Екранизации
- 1978 Nusja dhe shtetërrethimi – сценарий

### Преводи
- „Shosha“ на Исак Башевис Сингер
- „Дневникът на един луд старец“ на Джуничиро Танидзаки